# Vera Cruz do Oeste
Vera Cruz do Oeste es un municipio brasileño del estado de Paraná. Según el censo IBGE del año 2010, la población era de 8973 habitantes.